# Moranlı
Moranlı är en ort i Azerbajdzjan.   Den ligger i distriktet Sabirabad Rayonu, i den sydöstra delen av landet, 120 km sydväst om huvudstaden Baku. Antalet invånare är 2 326.
Terrängen runt Moranlı är mycket platt. Närmaste större samhälle är Qarabağlı, 19,7 km öster om Moranlı.
Trakten runt Moranlı består till största delen av jordbruksmark. Runt Moranlı är det ganska tätbefolkat, med 80 invånare per kvadratkilometer.